# Deep Brain Stimulation
Deep brain stimulation (forkortet DBS, dyb hjernestimulering) er en fællesbetegnelse for en gruppe af behandlinger, der omfatter hjernekirurgisk implantation af en medicinsk anordning kaldet en hjernepacemaker, (engelsk "brain pacemaker")
Ved DBS indopereres en elektrode(rne) i hjernen.
Denne elektrode forbindes
med en pacemaker der gerne indopereres i generel anæstesi subclaviculært. Pacemakeren stimulerer
med højfrekvente (>90 Hz) impulser, der dermed påvirker det område hvor elektroden er indsat. 
Deep brain stimulation bruges til behandling af Parkinsons sygdom. DBS bruges også til behandling af andre sygdomme, f.eks. Tourettes syndrom, depression og obsessive compulsive disorder (OCD).
Ved behandling af generaliseret dystoni kan elektroderne indsættes i basalganglierne ofte i strukturen globus pallidus medialis.
I Danmark er hjernepacemakere blevet indopereret hos dystonipatienter siden 2002 med "væsentlig forbedret livskvalitet" til følge.
For depression vælger man oftest af stimulere enten i accumbens-kernen eller gyrus subcallosus.
Erfaringerne med DBS til behandling af depression har været begrænsede, men kan være lovende for visse typer af depression.
Resultaterne fra det første kontrollerede forsøg udkom i 2012 og rapporterede om et forsøg på 17 patienter med depression hvor patienter blev fulgt op til to år efter implanteringen. Af de 12 der gennemførte hele forløbet viste 11 en forbedring.
Elektrode-fabrikanter har også flere kliniske forsøg i gang.

## Deep brain stimulation og Parkinsons sygdom
I Parkinsons sygdom er den subtalamiske kerne (nucleus subthalamicus) hyperaktiv.
Den gennemsnitlige fyringsfrekvens for en normal non-human primat nucleus subthalamicus-nervecelle er 18-25 Hertz. I
parkinsonpatienter er den i forskellige studier blev fastslået til mellem 35 og 50 Hz.
Mekanismen hvorved deep brain stimulation virker er omstridt. Man har hidtil ment, at man ved at stimulere nucleus subthalamicus elektrisk med høj frekvens, ville inhibere nucleus subthalamicus' neuroner og dermed skabe en funktionel læsion af kernen og dermed nedsætte ekscitationen af globus pallidus medialis. Nyere undersøgelser har dog foreslået, at den neuronale inhibition i nucleus subthalamicus ved deep brain stimulation ikke er så udtalt som hidtil troet. Et nyere studie foreslår, at der er tale om en påvirkning af den hvide substans omkring nucleus subthalamicus der dermed dels modificerer nucleus subthalamicus, men også andre områder både opstrøms og nedstrøms for nucleus subthalamicus i basalgangliekredsløbet.
Den terapeutiske effekt på motorisk dysfunktion som følge af Parkinsons sygdom har vist sig god. Et follow-up-
studie foretaget efter 5 år med bilateral stimulation af nucleus subthalamicus viser, at også på længere sigt har
patienterne gavn af deep brain stimulation. Placeres elektroden i globus pallidus medialis, er den gavnlige effekt på de motoriske deficit ligeså langvarige, men til gengæld ses ikke lige så store neuropsykiatriske bivirkninger som
ved stimulation af nucleus subthalamicus. Et nyere studie har vist, at ved epidural elektrisk stimulation af dorsale baner i rygmarven kombineret med små doser L-dopa, findes en god effekt på Parkinsons sygdom. Dette studie
foreslår således også, at der er tale om stimulation af hvid, snarere end grå substans, ved deep brain stimulation.[kilde mangler]

### Bivirkninger
Ved behandling af Parkinson's sygdom med dybhjerne-stimulering i den nucleus subthalamicus ses vægtstigning.